# Meridiano 76 E
O meridiano 76 E é um meridiano que, partindo do Polo Norte, atravessa o Oceano Ártico, Ásia, Oceano Índico, Oceano Antártico, Antártida e chega ao Polo Sul. Forma um círculo máximo com o Meridiano 104 W.
Começando no Polo Norte, o meridiano 76 Este tem os seguintes cruzamentos:
| País, território ou mar | Notas                                                           |
| ----------------------- | --------------------------------------------------------------- |
| Oceano Ártico           | Passa a oeste da Ilha Vize, Rússia                              |
| Rússia                  | Ilha Vilkitsky                                                  |
| Oceano Ártico           |                                                                 |
| Rússia                  | Península de Guida                                              |
| Estuário do Taz         |                                                                 |
| Rússia                  |                                                                 |
| Cazaquistão             | Passa no Lago Balkhash                                          |
| Quirguistão             |                                                                 |
| China                   |                                                                 |
| Caxemira                | Área administrada pelo Paquistão - cerca de 11 km               |
| China                   | Cerca de 8 km                                                   |
| Caxemira                | Área administrada pelo Paquistão - cerca de 14 km               |
| China                   | Cerca de 16 km                                                  |
| Caxemira                | Área administrada pelo Paquistão · Área administrada pela Índia |
| Índia                   |                                                                 |
| Oceano Índico           |                                                                 |
| Oceano Antártico        |                                                                 |
| Antártida               | Território Antártico Australiano, reclamado pela Austrália      |